# Matočkin Šar

Matočkin Šar (in russo Маточкин Шар) è un antico villaggio di pescatori russo sull'isola Severnyj, la grande isola settentrionale della Novaja Zemlja, nell'Oblast' di Arcangelo. Più precisamente, il villaggio è situato sulla riva settentrionale dello stretto di Matočkin   (da cui prende il nome) che separa Severnyj dall'isola Južnyj. 
Il villaggio è uno degli insediamenti più settentrionali al mondo, come lo sono la città norvegese Ny-Ålesund, la canadese Alert, la groenlandese Nord, la russa Tiksi o la statunitense Utqiaġvik.